# 3e cérémonie des prix Feroz
La 3e cérémonie des Prix Feroz (ou Premios Feroz), organisée par l'Asociación de Informadores Cinematográficos de España, se déroule le 19 janvier 2016 au Gran Teatro Príncipe Pío à Madrid et récompense les films sortis en 2015.
Le film La novia de Paula Ortiz remporte les prix du meilleur film dramatique, de la meilleure réalisation, de la meilleure actrice, de la meilleure actrice dans un second rôle, de la meilleure musique originale et de la meilleure bande annonce,.

## Palmarès

### Cinéma

#### Meilleur film dramatique
- La novia de Paula Ortiz
  - A cambio de nada de Daniel Guzmán
  - Appel inconnu (El desconocido) de Dani de la Torre
  - Techo y comida de Juan Miguel del Castillo
  - Truman de Cesc Gay

#### Meilleure comédie
- Negociador de Borja Cobeaga
  - Anacleto : Agente secreto de Javier Ruiz Caldera
  - Mi gran noche de Álex de la Iglesia
  - Requisitos para ser una persona normal de Leticia Dolera
  - Un jour comme un autre de Fernando León de Aranoa

#### Meilleur réalisateur
- Paula Ortiz pour La novia
  - Cesc Gay pour Truman
  - Daniel Guzmán pour A cambio de nada
  - Fernando León de Aranoa pour Un jour comme un autre
  - Dani de la Torre pour Appel inconnu (El desconocido)

#### Meilleur scénario
- Cesc Gay et Tomàs Aragay pour Truman
  - Borja Cobeaga pour Negociador
  - Daniel Guzmán pour A cambio de nada
  - Fernando León de Aranoa pour Un jour comme un autre
  - Paula Ortiz et Javier García Arredondo pour La novia

#### Meilleur acteur
- Ricardo Darín pour son rôle dans Truman
  - Ramón Barea pour son rôle dans Negociador
  - Javier Cámara pour son rôle dans Truman
  - Pedro Casablanc pour son rôle dans B, la película
  - Luis Tosar pour son rôle dans Appel inconnu (El desconocido)

#### Meilleure actrice
- Inma Cuesta pour son rôle dans La novia
  - Penélope Cruz pour son rôle dans Ma ma
  - Irene Escolar pour son rôle dans Un otoño sin Berlín
  - Natalia de Molina pour son rôle dans Techo y comida
  - Nora Navas pour son rôle dans La adopción

#### Meilleur acteur dans un second rôle
- Mario Casas pour son rôle dans Mi gran noche
  - Carlos Álvarez-Novoa pour son rôle dans La novia
  - Antonio Bachiller pour son rôle dans A cambio de nada
  - Quim Gutiérrez pour son rôle dans Anacleto : Agente secreto
  - Javier Gutiérrez pour son rôle dans Appel inconnu (El desconocido)

#### Meilleure actrice dans un second rôle
- Luisa Gavasa pour son rôle dans La novia
  - Marian Álvarez pour son rôle dans Felices 140
  - Dolores Fonzi pour son rôle dans Truman
  - Elvira Mínguez pour son rôle dans Appel inconnu (El desconocido)
  - Blanca Suárez pour son rôle dans Mi gran noche

#### Meilleure musique originale
- Shigeru Umebayashi pour La novia
  - Roque Baños pour Régression (Regression)
  - Alberto Iglesias pour Ma ma
  - Javier Rodero pour Anacleto : Agente secreto
  - Lucas Vidal pour Palmiers dans la neige (Palmeras en la nieve)

#### Meilleure bande annonce
- La novia

#### Meilleure affiche
- Requisitos para ser una persona normal

### Prix Feroz d'honneur
- Rosa Maria Sardà